# Campionatul Mondial de Handbal Feminin din 2001
Campionatul Mondial de Handbal Feminin din 2001, cea de-a 15-a ediție a Campionatul Mondial de Handbal Feminin organizat de Federația Internațională de Handbal, s-a desfășurat în Italia, între 4 decembrie și 16 decembrie 2001. La competiție au luat parte 24 echipe din cinci confederații. Campionatul Mondial a fost câștigat de Rusia.

## Clasament final
| 1 Rusia              |
| 2 Norvegia           |
| 3 Iugoslavia         |
| 4 Danemarca          |
| 5 Franța             |
| 6 Ungaria            |
| 7 Austria            |
| 8 Suedia             |
| 9 Slovenia           |
| 10 Spania            |
| 11 China             |
| 12 Brazilia          |
| 13 Angola            |
| 14 Țările de Jos     |
| 15 Coreea de Sud     |
| 16 Italia            |
| 17 România           |
| 18 Ucraina           |
| 19 Tunisia           |
| 20 Japonia           |
| 21 Macedonia de Nord |
| 22 Congo             |
| 23 Uruguay           |
| 24 Groenlanda        |

Echipa campioanei mondiale
Tatiana Alizar, Oksana Romenskaia, E. Tchaousova, N. Goncearova, Anna Kareeva, Liudmila Bodnieva,  Nadejda Muraviova, A. Ignatcenko, Raisa Verakso, Inna Suslina, Elena Parschokva, T. Diadetcenko, Alina Dolguikh, Svetlana Bogdanovo, Irina  Poltorațkaia, S. Smirnova
Antrenor: Evgheni Trefilov